# G60-as gyorsított személyvonat
A G60-as gyorsított személyvonat  egy budapesti elővárosi vonat Budapest-Keleti pályaudvar és Szolnok között. A vonatok reggel félóránként, délután óránként közlekednek Budapest és Nagykáta illetve Szolnok között. A vonatok nagykátáig Budapest és Sülysáp (zónahatár) között délután csak Kőbánya felső, Rákos, Rákoshegy és Gyömrő állomásokon állnak meg, illetve Szolnokig utána Abonyi út kivételével mindenhol. Reggel Sülysáp és Budapest között csak Gyömrő, Rákos és Kőbánya felső állomásokon állnak meg. Vonatszámuk négyjegyű, 33-mal kezdődik.

## Története
2013-ban elkezdték bevezetni a viszonylatjelzéseket a budapesti vasútvonalakon. Az augusztusi próbaüzemet követően december 15-től a Déli pályaudvarra érkező összes vonat S-, G- vagy Z- előtagot (Személy, Gyors, Zónázó) és kétjegyű számból álló utótagot kapott. Ezt a rendszert egy évvel később, 2014 decemberében az összes budapesti és néhány egyéb járatra is kiterjesztették, ekkor lett a 120a számú vasútvonalon közlekedő, addig jelzés nélküli személyvonat G60-as jelzésű. 2014/2015-ös menetrendváltás előtt a vonatok csak Nagykátáig közlekedtek.
A 2022/2023-as menetrendváltástól a délutánonként közlekedő járatok az utolsó kettő induló kivételével ismét csak Nagykátáig közlekednek, illetve Zagyvarékas megállóhelyen a vonatok csak feltételesen állnak meg. Nagykáta és Szolnok felé közlekedő vonatok Mende helyett megállnak Gyömrő állomáson.

## Útvonala
| Az átszállási kapcsolatok között az azonos útvonalon, de sűrűbb megállási renddel közlekedő S60 -as és a ritkább megállási renddel közlekedő Z60 -as személyvonat nincs feltüntetve. A *-gal jelölt megállókban néhány járat megállás nélkül áthalad. |                    |                               | | |
| Perc (↓) | Perc (↓)           | Állomás                       | Perc (↑) | Átszállási kapcsolatok |
| 0 | 0                  | Budapest-Keleti végállomás    | 110 | 23, 24 73, 76, 78, 79, 80 5, 7, 7E, 8E, 20E, 30, 30A, 107, 108E, 110, 112, 133E, 230 G10 , S80 , IC, EC, EN, InterRégió, személyvonat, gyorsvonat, expresszvonat |
| 6 | 6                  | Kőbánya felső                 | 104 | 37, 37A 10 S80 |
| 11 | 11                 | Rákos                         | 99 | 161, 161A, 162, 168E, 262 S76 , S80 , InterRégió |
| 18 | 18                 | Rákoshegy                     | ∫ | 46, 98, 98E, 168E, 198 |
| 29 | 29                 | Gyömrő*                       | ∫ | 504, 505 |
| 33 | 33                 | Mende                         | 83 | |
| 40 | 40                 | Sülysáp                       | 73 | 488, 489, 490, 491, 492, 513 |
| 43 | 43                 | Szőlősnyaraló                 | 70 | 489, 490, 491, 492 |
| 48 | 48                 | Tápiószecső                   | 65 | 485, 486, 487, 493, 494, 495, 496, 497 |
| 53 | 53                 | Szentmártonkáta               | 60 | 501, 503 |
| 57 | 58                 | Nagykáta vonalközi végállomás | 55 | 491, 497, 498, 499, 500, 501, 502, 517, 520, 521, 525, 527, 529 1348, 1521 gyorsvonat                                                                            |
| | 66                 | Tápiószentmárton*             | 47 | 525, 527, 529 |
| 72 | Farmos             | 41                            | 523, 525, 527, 529 | |
| 77 | Tápiószele         | 36                            | 524, 525, 527, 529 | |
| 84 | Tápiógyörgye       | 29                            | 525 | |
| 104 | Újszász            | 18                            | 531 1, 1A, 2A, 3 S820 , személyvonat, gyorsvonat, expresszvonat | |
| 108 | Zagyvarékas        | 10                            | S820 | |
| 117 | Szolnok végállomás | 0                             | 2Y, 6, 6Y, 7, 8, 8Y, 13, 13Y, 14, 15, 15Y, 16, 17, 24, 24A, 27, 33, 38 533, 534, 537, 538, 553 Távolsági járatok S50 , G50 , Z50 , S220 , S820 , IC, EC, személyvonat, sebesvonat, gyorsvonat, expresszvonat | |